# The Corsairs
Les Corsairs sont un groupe de doo-wop américain originaire de La Grange, en Caroline du Nord.
Le groupe se compose des trois frères Uzzell : Moses, Jay, James et leur cousin, George Wooten. Ils se produisent d'abord sous le nom de The Gleems. Ils réalisent une tournée sur la côte est des États-Unis, où ils sont repérés par l'Artists and Repertoire Abner Spector. Changeant de nom en 1961 pour The Corsairs, ils sortent leur premier single, Time Waits suivi d'It Won't Be a Sin avec Smash Records. Ils rejoignent ensuite le label Tuff Records. Leur single Smoky Places (en) connaît le succès dans tous les États-Unis après avoir été repris pour une distribution nationale par Chess Records, atteignant la 12e place du Billboard Hot 100 en 1962 (10e place en R&B). Le titre suivant, I'll Take You Home, a atteint à son plus haut la 62e place et le groupe continue jusqu'en 1964 à sortir des singles, aucun ne parvient à atteindre le haut des charts.
Le tube Smoky Places apparait dans le film Génération 65 (There Goes My Baby), sorti en 1994, et dans l'épisode de 2006 des Sopranos, « Mayham ».
Jay Uzzell, né Jay Dee Uzzell, meurt le 1er février 2009.
Moses Uzzell Senior, né Moses Linberg Uzzell, meurt le 11 mai 2013, à 80 ans.
James Uzzell, né Deacon James Lee Uzzell le 1er décembre 1937 dans le comté de Lenoir, en Caroline du Nord, meurt le 10 septembre 2014, à 76 ans.

## Membres
- Jay Uzzell
- James Uzzell
- Moses Uzzell Sr.
- George Wooten

## Singles
- Time Waits et It Won't Be a Sin (1961)
- Smoky Places et Thinkin' (1961, Pop #12, R&B #10)
- I'll Take You Home et Sittin' On Your Doorstep (1962, Pop #62)
- Dancing Shadows et While (1962)
- At the Stroke of Midnight et Listen to My Little Heart (1962)
- Stormy et It's Almost Sundy Morning (1963)
- Save a Little Monkey et Save a Little Monkey (Instrumental) (1963)
- The Change in You et On the Spanish Side (1964, sous le nom de Landy McNeil & the Corsairs)